# Ulica Most Pauliński w Toruniu
Ulica Most Pauliński w Toruniu – jedna z najkrótszych ulic Zespołu Staromiejskiego Torunia.
Znajduje się na fragmentach drewnianego mostu zbudowanego w 1386 roku, który łączył Stare Miasto z Nowym. Most postawiono na fosie, do której wykorzystywano Strugę Toruńską i Postolec. Miał szerokość 15 m, był postawiony ukośnie do Bramy Paulińskiej. Po obu stronach domach postawiono szeregi budynków o rzucie 3 × 3 m.
Od XIV wieku był wykorzystywany przez kramarzy. W latach 1394–1640 ulica nazywała się Pauler Brücke. W latach 80. XIX wieku zasypano południową część mostu.
Do czasów współczesnych zachowały się cztery arkady mostu. Piąte, prawdopodobnie zbudowane z drewna, uległo zniszczeniu. Podziemną część budowli udostępniono turystom pod koniec XX wieku.
Nazwa ulicy wywodzi się od rzeczownika „paulerzy”, będącego dawnym określeniem dominikanów i nie ma nic wspólnego z zakonem paulinów.